# Utricularia delphinioides
Utricularia delphinioides ist eine Pflanzenart aus der Gattung der Wasserschläuche (Utricularia) innerhalb der Familie der Wasserschlauchgewächse (Lentibulariaceae). Diese Fleischfressende Pflanzenart (Karnivore) wächst terrestrisch.

## Beschreibung

### Erscheinungsbild
Utricularia delphinioides ist eine vermutlich einjährige, krautige Pflanze, die Wuchshöhen von 4 bis 60 Zentimetern erreicht. Wie alle Wasserschläuche ist sie wurzellos. Vom Ansatz des Blütenstängels ziehen sich zahlreiche fadenförmige, rund 1 Zentimeter lange und von 0,3 Millimeter auf 0,1 Millimeter Dicke sich verjüngende Rhizoide, die vielfach papillös verzweigt sind. Die zahlreichen kapillaren Stolonen sind verzweigt, mehrere Zentimeter lang und rund 0,2 Millimeter dick, die Internodien sind 3 bis 5 Millimeter lang.

### Blatt und Falle
Die in einer Rosette bzw. einzeln stehenden kurzgestielten Laubblätter wachsen aufrecht aus den Knoten der Stolonen; während der Blütezeit fehlen sie. Die Blattspreite ist schmal-linealisch mit abgerundeter Spitze, zwischen 0,5 und 1 Millimeter breit und 1 bis 2,5 Zentimeter lang.
Die zahlreichen runden Fallen sind 1 bis 2 Millimeter lang, kurzgestielt und finden sich an Blättern und Stolonen. Die Öffnung liegt horizontal, vor ihr befinden sich zwei zurückgebogene, relativ lange kapillare Anhängsel, die im Inneren mit gegabelten Haaren besetzt sind. Die Anzahl der Fallen sinkt während der Blüte beträchtlich.

### Blütenstand und Blüte

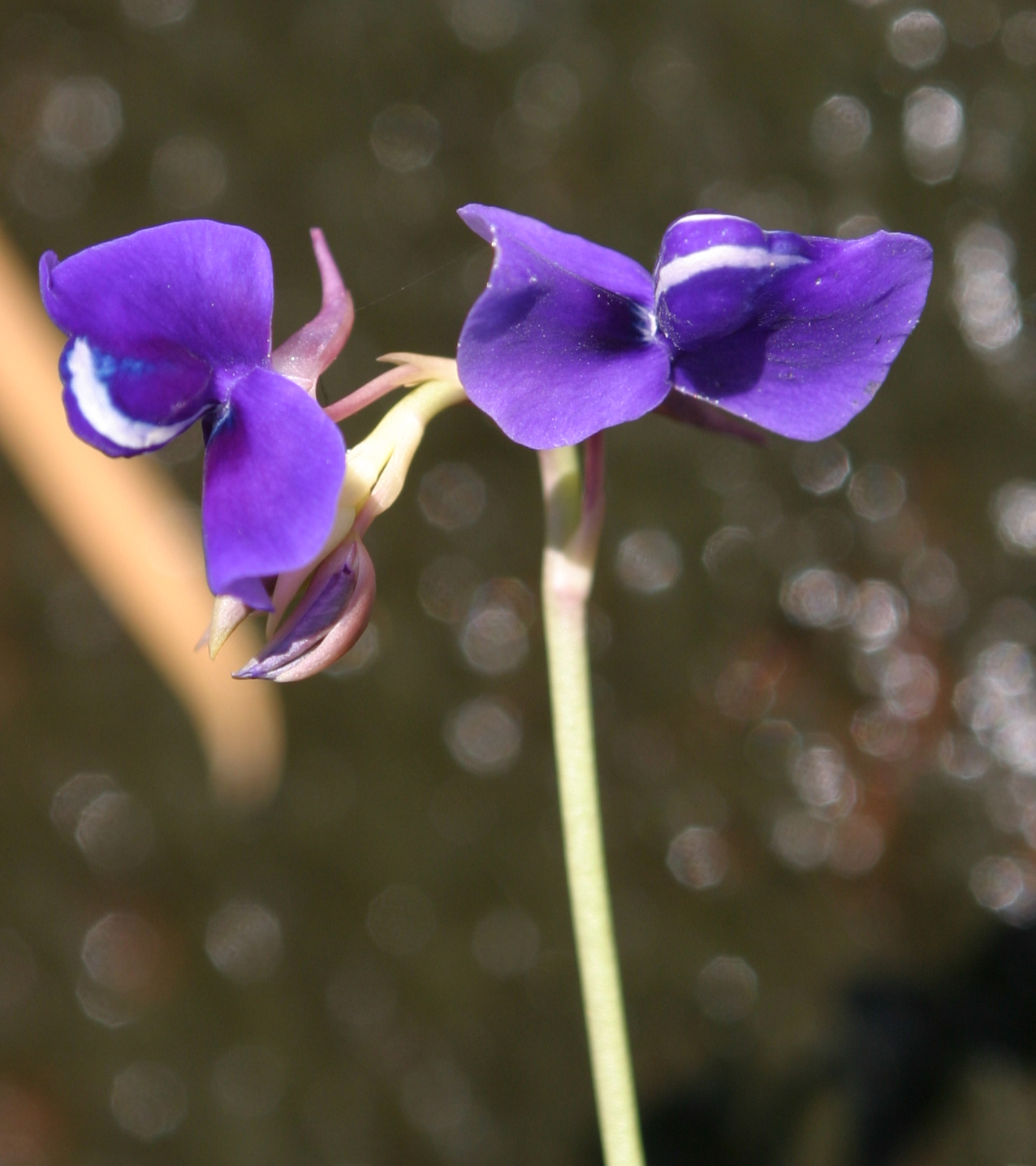

Im einzelnen, aufrecht stehenden, traubige Blütenstand stehen meist 7 bis 15 (1 bis 20) Blüten dicht zusammen. Der kahle und zylindrische Blütenstiel ist 1 bis 2 Millimeter dick und mit zahlreichen Schuppenblättern besetzt, die den Tragblättern ähnlich sind. Letztere stehen am unteren Ende der Blütenstiele, sind breit eiförmig mit stumpfer Spitze und 2,5 bis 6 Millimeter lang. Die Vorblätter sind 2 bis 3 Millimeter lang, aber erheblich schmaler als die Vorblätter (bis zu 0,5 Millimeter breit), linear und am äußersten Ende spitz. Der dünne Blütenstiel ist meist 4 bis 6 (1 bis 12) Millimeter lang.
Die duftenden, zwittrigen Blüten sind zygomorph und fünfzählig mit doppelter Blütenhülle. Die beiden ungleich geformten Kelchblätter sind 6 bis 9 Millimeter lang, schmal eiförmig und am Ansatz abgeflacht. Das obere Kelchblatt ist spitz zulaufend, das untere etwas kürzer und an der Spitze kaum sichtbar eingekerbt. Die beiden Kronblätter sind tiefblau (oft mit einem metallischen Schimmer), blauviolett oder lila und zusammen 1,2 bis 2,5 Zentimeter lang. Das obere (die "Oberlippe") ist etwas kleiner als das untere, 0,5 bis 1,2 Zentimeter breit, und vom rechteckigen Ansatz ausgehend annähernd kreisförmig. Das untere Kronblatt (die "Unterlippe") ist helmförmig rund und am Ansatz verdickt. Der ahlenförmige, spitz zulaufende Sporn ist 4 bis 6 Millimeter lang, leicht gebogen und weist abwärts unter der Unterlippe hervor.

### Frucht und Samen
Die 3 bis 4 Millimeter langen, elliptischen Kapselfrüchte öffnen sich der Länge nach und geben die Samen frei. Die breit-eiförmigen Samen sind etwa 0,3 Millimeter lang.

## Vorkommen

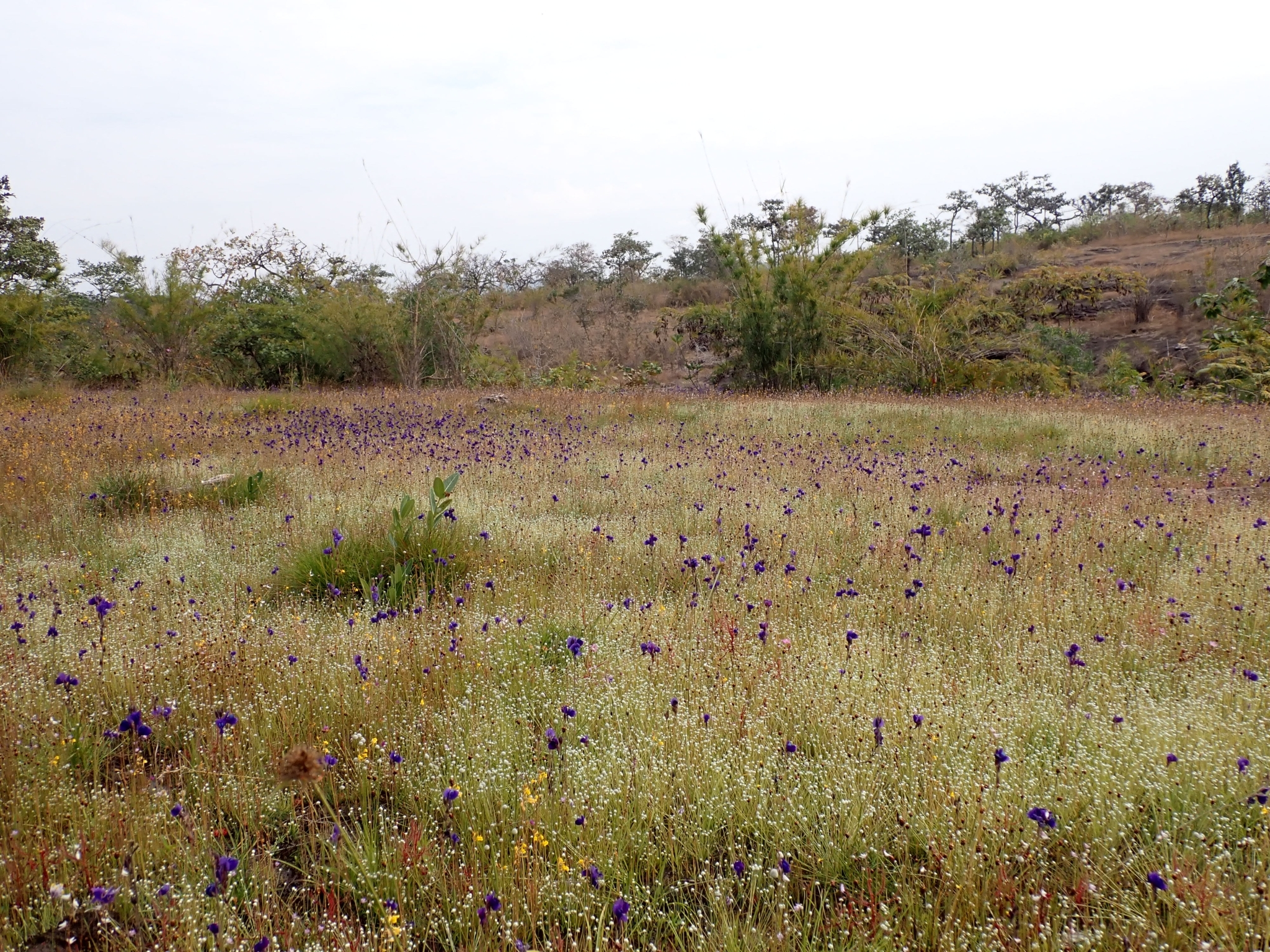

Utricularia delphinioides ist in Laos, Kambodscha, Thailand und Vietnam beheimatet. Sie gedeiht in Höhenlagen von 0 bis 1300 Metern. Sie besiedelt nasse, offene Standorte mit sauren Böden zwischen Gräsern, in Kiefernwäldern oder auf Felsen, findet sich aber auch in Reisfeldern.

## Systematik
Die Erstbeschreibung von Utricularia delphinioides erfolgte 1920 durch Clovis Thorel in François Pellegrin: Bulletin du Muséum d'Histoire Naturelle, Band 26, Seite 180.
Die Art Utricularia delphinioides gehört zur Sektion Oligocista aus der Untergattung Bivalvaria in der Gattung Utricularia.
Die als Utricularia delphinioides var. minor 1920 durch Pellegrin beschriebene, in Thailand endemische Zwergform der Art ist 1989 von Taylor in The genus Utricularia—A taxonomic monograph verworfen worden. Parnell verweist 2005 auf Ergebnisse von Messreihen, die eine Einstufung als eigenes Taxon rechtfertigen könnten.